# Batalion „Łukasiński”
Batalion im. Walerego Łukasińskiego (Batalion „Łukasiński”) – jednostka wojskowa Armii Krajowej działająca od 1941 w okresie okupacji niemieckiej w Polsce oraz biorąca udział w walkach w okresie powstania warszawskiego.

## Historia
Oddział powstał 11 listopada 1941 w Warszawie w ramach Polskiej Organizacji Zbrojnej, jako batalion imienia Waleriana Łukasińskiego. Dowódcą został mjr Olgierd Ostkiewicz-Rudnicki „Sienkiewicz”. Początkowo utworzono cztery kadrowe kompanie: 1 kompania (dowódca por. Franciszek Szurowski „Boh”), 2 kompania (dowódca por. Aleksander Biały „Jan”), 3 kompania (dowódca por. Romuald Małkowski „Babicz”) i 4 kompania (dowódca NN).
W 1942 w ramach akcji scaleniowej, w skład Rejonu IV Obwodu Śródmieście Armii Krajowej weszły oddziały POZ. Scalono wówczas batalion „Vistula” (jako I batalion), batalion im. W. Łukasińskiego (jako II batalion), oraz dwie kompanie, które utworzyły III Batalion „Chrobry”.

### Stan batalionu w lipcu 1944
Dowództwo
- Dowódca batalionu – mjr Olgierd Ostkiewicz-Rudnicki „Sienkiewicz”;
- Zastępca dowódcy – kpt. Stanisław Markowski „Tomek”;
- adiutant – por. Franciszek Szurowski „Boh”;
- szef służby sanitarnej – ppor. dr Romuald Lange „Klaudiusz”;
- kwatermistrz – por. Stanisław Płocki „Topór”;
- kapelan – ks. kpt. Stanisław Janik „Kruk”;
- oficer oświatowy – por. Wiktor Woronowicz „Wiesław”;
- oficer organizacyjny – plut. Jan Żmij-Morski. „Zak”;
- oficer żywnościowy – por. Jan Szarota „Socha”;
- oficer prasowy – por. Jan Stambórski „Sagetyński”;
- szef batalionu i oficer broni – ppor. Ludwik Chmieliński „Ziomek”;
- komendantka patroli sanitarnych i łączniczek – Janina Miączyńska „Barbara”.

Oddziały
- 1 (178) kompania „Troki” – dowódca por. Tadeusz Majcherczyk „Zdan”;
- 2 (177) kompania „Supraśl” – dowódca por. Jerzy Daniel Kędzierski „Kalinowski”;
- 3 1117) kompania „Wkra” – dowódca por. Stanisław Poteralski „Szczepański”;
- 4 (1118) kompania „Niemen” – dowódca ppor. Henryk Pokrzywnicki „Hwast”;
- 5 (179) kompania „Prypeć” – dowódca por. Franciszek Włodarczyk „Kmita”;
- 6 kompania – „Radunia” (w organizacji) – dowódca  ppor. NN „Gedymin”.

Stan batalionu przed Powstaniem liczył ok. 850 ludzi.
Praca kadry batalionu polegała na werbowaniu członków, szkoleniu, zdobywaniu broni, przeprowadzaniu ćwiczeń i udziału w sabotażu. Na wypadek wybuchu powstania batalion otrzymał zadanie zdobycia Pawiaka i opanowania Starego Miasta. Przed powstaniem, wraz z podporządkowanymi mu Dywizjonem „1806” 1 Pułku Strzelców Konnych AK oraz Batalionem im. S.Czarneckiego, tworzył XII Zgrupowanie Rejonu 4.

## Szlak bojowy
Na skutek przedwczesnego rozpoczęcia walk i pojawienia się w Śródmieściu czołgów nieprzyjaciela stan batalionu na godzinę „W” nie przekraczał 400 żołnierzy z czterech kompanii. 5 kompania „Prypeć” włączyła się do działań na Żoliborzu, zaś z 6 kompanii „Radunia” na kwatery alarmowe przybyło kilku żołnierzy, inni włączyli się do oddziałów walczących na Żoliborzu.
1 sierpnia, na 15 minut przed godziną „W”, stoczono walkę z niemieckim czołgami, a po ich wycofaniu się przystąpiono do budowy barykad.
2 sierpnia  kompania „Zdana” w sile dwóch plutonów, wraz z batalionem „Gozdawa”, atakowała budynki PWPW. Kompania „Łukasińskiego” wsparła oddział „Barrego” w walkach o Ratusz i pałac Blanka. Kompania „Zdana” zaatakowała Pawiak i obóz przy ul. Gęsiej. Ze względu na przewagę nieprzyjaciela i zmasowany ogień broni maszynowej oddziały musiały się wycofać ponosząc ciężkie straty.
4 sierpnia  kompania por. „Zdana” walczyła na Woli wspierając jednostki kpt. „Sosny”. W walkach na Starym Mieście opanowano pałac Blanka, Arsenał i pałac Mostowskich oraz przeprowadzono, zatrzymane silnym ogniem nieprzyjaciela, natarcie na Dworzec Gdański.
6 sierpnia oddział „Zdana” zmuszony został do wycofania się z Woli na Stare Miasto.

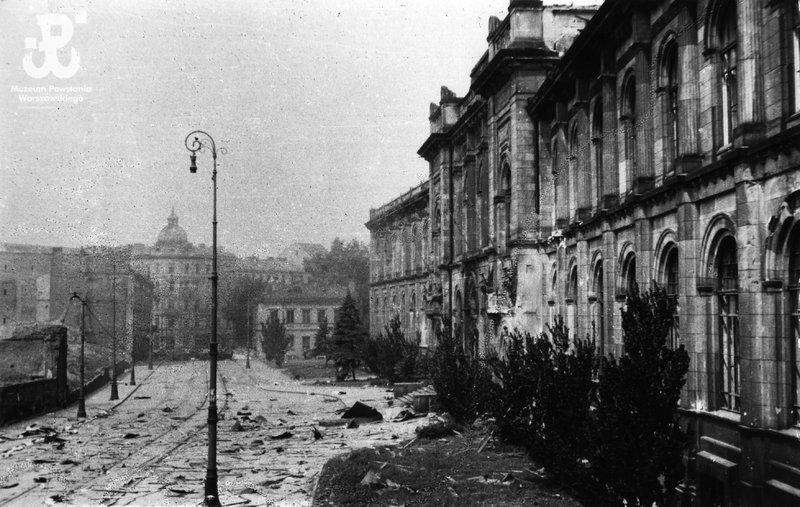
Bank Polski w trakcie powstania warszawskiego, 1944

Od 7 sierpnia batalion walczył na odcinku zachodnim w obronie Ratusza, Banku Polskiego oraz przylegających domów i ruin. Szczególnie ciężkie walki toczyły się w rejonie budynków Banku Polskiego. W okresie walk na Starym Mieście straty batalionu wyniosły ok. 70% zabitych i rannych. Dowództwo batalionu objął mjr Stanisław Markowski „Tomek”.
W nocy z 1 na 2 września, batalion z resztką ok. 100 żołnierzy, ewakuował się kanałami do Śródmieścia, pozostawiając tylko ciężko rannych pod opieką kilkunastu sanitariuszek.
8 września batalion zajął stanowiska po obu stronach ul. Brackiej wchodząc w skład zgrupowania „Sosna”. Do 20 września żołnierze batalionu wykorzystywani byli do prac saperskich, budowy tuneli i umocnień. Pod koniec powstania oddziały batalionu walczyły w rejonie ulic: Chmielnej, Brackiej i Górskiego. Stanowiska te utrzymano do 2 października.